# Bebertal bei Hundisburg
Bebertal bei Hundisburg este o arie protejată (arie specială de conservare — SAC, sit de importanță comunitară — SCI) din Germania întinsă pe o suprafață de 114 ha, integral pe uscat.

## Localizare
Centrul sitului Bebertal bei Hundisburg este situat la coordonatele 52°15′25″N 11°24′33″E / 52.2569°N 11.4092°E.

## Înființare
Situl Bebertal bei Hundisburg a fost declarat sit de importanță comunitară în martie 2004 pentru a proteja 5 specii de animale. Situl a fost protejat și ca arie specială de conservare în decembrie 2018.

## Biodiversitate
Situată în ecoregiunea continentală, aria protejată conține 2 habitate naturale: Fânețe de joasă altitudine (Alopecurus pratensis, Sanguisorba officinalis), Păduri de stejar sau de stejar și carpen sub-atlantice și medio-europene de Carpinion betuli.
La baza desemnării sitului se află mai multe specii protejate:
- mamifere (4): liliac cârn (Barbastella barbastellus), vidră de râu (Lutra lutra), liliac cu urechi mari (Myotis bechsteinii), liliac comun (Myotis myotis)
- nevertebrate (1): Osmoderma eremita Complex

Pe lângă speciile protejate, pe teritoriul sitului au mai fost identificate 7 specii de mamifere, 1 specie de nevertebrate.